# Le Mariage du Ciel et de l'Enfer
Le Mariage du Ciel et de l'Enfer (The Marriage of Heaven and Hell) est un recueil de poésie en prose écrit par William Blake (1757-1827) entre 1790 et 1793. Paru en 1793, cet ouvrage est surtout célèbre grâce aux proverbes (ou aphorismes) de l'Enfer qu'il contient. William Butler Yeats et André Gide le firent connaître au monde. Quand Blake commence à écrire ce chef-d'œuvre au style lapidaire, celui des Proverbes de l'Enfer, il est âgé de trente-trois ans et il met trois ans pour achever cet ouvrage.

## Présentation
Ce livre est l'un des livres prophétiques du poète, peintre et graveur britannique William Blake. Cette prose poétique est influencée par les versets de la Bible. Cette œuvre sarcastique entre en résonance avec La Sagesse des anges d'Emmanuel Swedenborg (1688-1772). La référence à Swedenborg se retrouve jusque dans le titre d'une œuvre de ce poète : Du Ciel et de l'Enfer. Le livre de Blake s'écrit, dans ce que René Char appelle la « conversation souveraine », avec l'œuvre de Swedenborg publiée en 1787, en traduction anglaise.
Devant l'incendie de la prison de Newgate, lors d'émeutes en 1780, il applaudit. Le libertaire qu'il fut salua non sans ferveur la prise de la Bastille. Blake n'écrira-t-il pas quelques années plus tard ce Proverbe de l'Enfer : « C'est avec les pierres de la Loi qu'on a bâti les prisons et avec les briques de la religion, les bordels. » 
Pour André Gide qui traduisit et reconnut Blake dès le début du XXe siècle, « l'astre Blake étincelle dans cette reculée région où brille l'astre Lautréamont. Lucifer radieux, ses rayons revêtent d'un éclat insolite les corps misérables et glorieux de l'homme et de la femme. »
Pour le poète Jean Rousselot, « cette vocation exultante de la contradiction, Blake lui donnera une expression éclatante, paradoxale et énigmatique tout ensemble dans Le Mariage du Ciel et de l'Enfer, œuvre maîtresse dont procèdent la plupart de ses autres "livres prophètiques", qui sont loin d'avoir sa vigueur incisive, et dans laquelle Louis Cazamian a bien raison de voir "un élan d'enthousiasme orgiaque, probablement unique dans la littérature anglaise jusqu'à nos jours". » « Ce chemin infernal ne serait-il pas un chemin vers la Grâce ? » s'interroge Rousselot. Il poursuit : « Ce chemin creusé d'abîmes, peuplé de fauves et de serpents, n'était, en tout cas, point fait pour les sandales presbytériennes, anglicanes ou romaines. En fait, William Blake a donné, dans ce poème, plus libre cours que partout ailleurs à sa frénésie destructrice. Aucune valeur qui n'y soit jetée bas, ridiculisée, mise en poudre. »

## Contenu de l'ouvrage
Pour William Blake, tout demeure dans l'opposition des contraires. « Sans contraires il n'est pas de progrès. Attraction et Répulsion, Raison et Énergie, Amour et Haine, sont nécessaires à l'existence de l'homme. » Pour Emanuel Swedenborg, après la mort du corps physique de l'homme, l'humain passe par un temps intermédiaire dans le monde des esprits, d'où il pourra ensuite choisir d'aller au ciel ou en enfer. C'est une expérience du passage au royaume des anges et des démons. 
À rebours, pour Blake, de ce choc des contraires, il ne naît pas d'unité intermédiaire, origine de la force créatrice qui fonde tout véritable progrès. Blake écrit : « De ces contraires découlent ce que les religions appellent le Bien et le Mal. Le Bien (disent-elles) est le passif qui se soumet à la Raison. Le Mal est l'actif qui prend source dans l'Énergie. Bien est Ciel, Mal est Enfer. » 
Pour Blake, l'Énergie (ici : le Mal) est « Joie éternelle ». Il écrit : « 1° L'homme n'a pas un corps distinct de son âme, car ce qu'on appelle corps est une partie de l'âme perçue par les cinq sens, principales entrées de l'âme dans cette période de vie. 2° L'énergie est la seule vie ; elle procède du corps, et la Raison est la borne de l'encerclement de l'énergie. 3° Énergie est Éternel délice. »
William Blake a écrit ce livre en opposition à une époque, celle des Lumières, où la notion de Raison partout prévalait. Ce prophète, aussi audacieux que révolté, prônait la virtù créatrice du désir, qui ne doit jamais être freiné, car il devient alors passif et stérile. Il écrit : « Ceux qui répriment leur désir, sont ceux dont le désir est assez faible pour être réprimé ; et l'élément restricteur ou raison usurpe alors la place du désir et gouverne celui dont la volonté abdique. Et le désir réprimé peu à peu devient passif jusqu'à n'être plus que l'ombre du désir. » 
Si comme le pointait Paul Éluard, « le poète est plus celui qui inspire que celui qui est inspiré », bien avant que les théories de Sigmund Freud et de Jacques Lacan ne viennent fonder la psychanalyse, Blake s'est opposé en vrai insurgé de la pensée, à toutes les opinions reçues, à toutes les Églises établies de son temps, et contre lois et principes qui régissent un pays, il a affirmé avec véhémence, la force et l'énergie du désir, au point d'être taxé de folie par les hommes de son époque. La reconnaissance de ce visionnaire se fit à titre posthume, en France au début du XXe siècle. Le 22 juin 1944, Maurice Blanchot écrit dans ses chroniques des Débats à propos de  William Blake : « Pour Blake, les choses réelles que nous voyons doivent faire place à des choses imaginaires qui seules en manifestent la vraie nature. » Blake est et ne cessera d'être un homme de visions : un vrai visionnaire.
Georges Bataille a écrit en 1957 un long chapitre de son livre La Littérature et le Mal à propos de Blake. Il y occupe une place importante. Dans cette œuvre qui révèle l'influence de Blake, Bataille écrit : « La littérature est l'essentiel, ou rien. Le Mal - une forme aiguë du Mal - dont elle est l'expression, a pour nous, je le crois, la valeur souveraine. » 
Pour Georges Bataille, le courage nécessaire à l'homme pour transgresser l'interdit est un accomplissement, car il exige une « hypermorale ». En cela, il est très proche de Blake. Blake refuse l'utopie de Swedenborg, comme il réfute le christianisme traditionnel. Il le renverse, le retourne, pour devenir ce que Friedrich Nietzsche a appelé un « Dysangile ». F. Piquet, reprenant Nietzsche, ajoute que c'est une « Bonne Mauvaise Nouvelle » en ce sens que le « Mal » dénoncé par les esprits angéliques y est la splendeur du vivant.
Une traduction récente (2008) apporte un nouvel éclairage. Pour Alain Suied et Gérard Pfister, (poète-éditeur des éditions Arfuyen), « Blake n'est pas, comme le voulut Bataille, un poète du Mal. Il « montre » le Mal, mais c'est pour le fondre dans la Contradiction universelle, pour démontrer qu'il mène à la possibilité du Bien ! […] Le feu qui y brille est celui de la révolte intérieure, de l'aspiration à l'Absolu, l'appel sans fin à la transgression suprême et quotidienne. »

## LesProverbes de l'Enfer
Issus du Ve chapitre du Mariage, ces soixante-dix aphorismes révèlent tout l'artiste inspiré que fut Blake. Selon François Piquet, « par l'aphorisme, la parabole et l'emblème, le texte fulgurant et provocateur qu'est The Marriage of Heaven and Hell, communique que la régénération de l'homme passe par le libre exercice d'une exubérance qui est beauté.» Blake fut un grand lecteur du Dante et de Milton, de la Bible et de la Kabbale. Ces lectures ont profondément nourri et métamorphosé sa vision. Ces aphorismes demeurent comme une profonde et riche synthèse de sa pensée ardente et batailleuse qui agit la plupart du temps par principe de retournement et de renversement, d'où sa force et son énergie.

## Quelques aphorismes
Les présentes citations occupent à elles seules une partie entière et indépendante du livre. Parues sous le titre de Proverbes de l'Enfer, elles sont un bon résumé du point de vue sur la réalité qu'expose ici Blake.
- « À l'oiseau le nid ; à l'araignée la toile ; à l'homme l'amitié. »
- « Celui dont le visage est sans rayons ne deviendra jamais une étoile. »
- « Les tigres de la colère sont plus sages que les chevaux du savoir. »
- « Le chemin de l'excès mène au palais de la Sagesse[15]. »
- « Yeux, de feu ; narines, d'air ; bouche, d'eau ; barbe, de terre. »
- « La Prudence est une riche et laide vieille fille à qui l'incapacité fait la cour. »
- « Le Désir non suivi d'action engendre la pestilence. »
- « La culture trace des chemins droits ; mais les chemins tortueux sans profit sont ceux-là mêmes du génie. »
- « Dans le temps des semailles, apprends; dans le temps des moissons, enseigne; en hiver, jouis. »
- « Conduis ton char et ta charrue par-dessus les ossements des morts. »
- « Livre de comptes, toise et balance - garde cela pour les temps de disette. »
- « L'oiseau ne vole jamais trop haut, qui vole de ses propres ailes. »
- « Si le fou persévérait dans sa folie, il rencontrerait la Sagesse. »
- « C'est avec les pierres de la Loi qu'on a bâti les prisons et avec les briques de la religion, les bordels. »
- « Renard pris n'accuse que le piège. »
- « Évidence d'aujourd'hui, imagination d'hier. »
- « Sois toujours prêt à dire ton opinion, et le lâche t'évitera. »
- « L'aigle jamais n'a perdu plus de temps, qu'en écoutant les leçons du corbeau. »
- « Celui-là seul connait la suffisance, qui  d'abord connut l'excès. »
- « Si d'autres n'avaient pas été fous, c'est nous qui devrions l'être. »
- « Pour créer la moindre fleur, des siècles ont travaillé. »
- « Tel l'air à l'oiseau, ou la mer au poisson, le mépris à qui le mérite. »
- « Exubérance, c'est Beauté ! »
- « Suffisamment - ou davantage encore. »

## Les traductions
- Charles Grolleau, (première traduction française de Marriage of Heaven and Hell), précédée d'une remarquable préface, éditeur : L. Chamuel, 1900, 53 p.
- André Gide, 1922, repris par librairie José Corti, Paris, 1981, 65 p.
- Daniel-Rops, deux études accompagnent sa traduction du Mariage, il y voit « une métaphysique de l'enfer », éditions La jeune Parque, Paris, 1946.
- Pierre Leyris, Œuvres III, Aubier/Flammarion, Paris, 1980, 163 p.  (ISBN 2-08-220003-5) (BNF 34640366)
- 1re édition : traduit de l'anglais et présenté par Alain Suied, postface de Giuseppe Ungaretti, bilingue anglais-français, éditions Arfuyen, collection « Cahiers d'Arfuyen » no 106, 1995, 72 p.  (ISBN 2-908-82549-X).
- Proverbs of Hell / Proverbes de l'Enfer, (bilingue, texte français d'Angela Esdaile), calligraphies de Lalou, Alias / William Blake & Co, Bordeaux, 1996.
- 2e édition : traduit de l'anglais et présenté par Alain Suied, bilingue anglais-français, éditions Arfuyen, « Collection Neige » no 7, 2008, 174 p.  (ISBN 2-845-90042-2).
- Édition bilingue, traduite par Jean-Yves Lacroix, Paris, Allia, 2011  (ISBN 978-2-84485-412-4).
- Choix, présentation et traduction de Jacques Darras, Le Mariage du Ciel et de l'Enfer et autres poèmes (bilingue), Gallimard, coll. « nrf », Paris, 2013  (ISBN 9782070448944).

## Éditions bibliophiliques
- The Marriage of Heaven and Hell, gravures originales de José San Martin et Christine Tacq, édition limitée à 60 exemplaires numérotés, Azul éditions, 2007.